# Veridiana Vizoni Scudeller
Veridiana Vizoni Scudeller (1973) es una botánica, taxónoma, curadora, geobotánica, y profesora brasileña.

## Biografía
En 1994, obtuvo el diploma de ciencias biológicas por la Universidade Federal do Amazonas. En 1997, guiada por la Dra. Rita Maria de Carvalho-Okano completó su maestría en botánica, por la Universidad Federal de Viçosa, defendiendo la tesis A tribo Bignonieae Spreng. (Bignoniaceae) no Parque Estadual do Rio Doce - MG. Posteriormente, en 2002, obtuvo el doctorado en ciencias naturales (énfasis en botánica) por la Universidad Estatal de Campinas.
De 2013 a 2014, realizó un posdoctorado por la Universidad de Barcelona, siendo becaria de la Coordinación de Capacitación de Personal de Nivel Superior, CAPES, Brasil.
Es autora en la identificación y nombramiento de nuevas especies para la ciencia, a abril de 2015, de un nuevo registro de especies, especialmente de la familia Bignoniaceae, y en especial del género Adenocalymma (véase más abajo el vínculo a IPNI).

## Algunas publicaciones
- MATTA, L. B. V.; SCUDELLER, V. V. 2012. Lecythidaceae Poit. in the Tupé Sustainable Development Reserve, Manaus, Brazil. Revista Brasileira de Botânica (impreso) 35: 195-217

- FONTOURA, T.; SCUDELLER, V. V.; COSTA, A. F. 2012. Floristics and environmental factors determining the geographic distribution of epiphytic bromeliads in the Brazilian Atlantic Rain Forest. Flora (Jena) 207: 1-14

- SOUZA, C. C. V.; SCUDELLER, V. V. 2011. DIVERSIDADE VEGETAL NOS QUINTAIS DO BAIXO RIO NEGRO MANAUS (AM). Cadernos de Agroecologia 6: 1-6

- CRUZ, R. P.; SCUDELLER, V. V. 2011. UTILIZAÇÃO DE DUAS LEGUMINOSAS COMO ADUBO VERDE NO CULTIVO DE MACAXEIRA (MANIHOT ESCULENTA CRANTZ) NO BAIXO RIO NEGRO, MANAUS-AMAZONAS: PRODUÇÃO DE MUDAS E DE MATÉRIA VERDE. Cadernos de Agroecologia 6: 1-6

- BEZERRA, M. M.; SCUDELLER, V. V. 2011. O LÚDICO NA VALORIZAÇÃO DO SABER LOCAL SOBRE PLANTAS MEDICINAIS NUMA ESCOLA DA ZONA RURAL DE MANAUS AMAZONAS (enlace roto disponible en Internet Archive; véase el historial, la primera versión y la última).. Cadernos de Agroecologia 6: 1-4

- BARBOSA, K.; YOSHIDA, Massayoshi; SCUDELLER, V. V. 2009. Detection of adulterated copaiba (Copaifera multijuga Hayne) oil-resins by refractive index and thin layer chromatography. Revista Brasileira de Farmacognosia 19: 57-60

- CAMARGO, Nilce; SCUDELLER, V. V. 2009. Percepção Ambiental de Moradores do Julião: Reserva de Desenvolvimento Sustentável do Tupé (Baixo Rio Negro - Amazonas). Revista Brasileira de Agroecologia 4: 3956-3959

- SOUZA, C. C. V.; SCUDELLER, V. V. 2009. Plantas úteis nos Quintais das Comunidades Ribeirinhas Julião e Agrovila - Reserva de Desenvolvimento Sustentável do Tupé - Amazônia Central. Revista Brasileira de Agroecologia 4: 2487-2491

- SCUDELLER, V. V.; SANTOS-SILVA, Edinaldo N.; BALLESTEROS, Kátia; Donattes, R.N. 2009. Horto Medicinal Comunitário como Instrumento de Promoção da Saúde, Trabalho Coletivo e Práticas Agroecológicas na Comunidade Julião, RDS Tupé, Manaus-AM. Revista Brasileira de Agroecologia 4: 1695-1698

- BALLESTEROS, Kátia; VAZ, L. P. N.; GOMES, D.; CORTEZAO, R. H.; SCUDELLER, V. V. 2009. Lixo e Compostagem como Ferramentas para Conscientização Ambiental em uma Comunidade da Reserva de Desenvolvimento Sustentável do Tupé Manaus - AM. Revista Brasileira de Agroecologia 4: 1755-1759

- SCUDELLER, V. V.; VIEIRA, M. F.; CARVALHO-OKANO, R. M. 2008. Distribuição espacial, fenologia da floração e síndrome floral de espécies de Bignonieae Spreng. (Bignoniaceae). Rodriguesia 59: 297-307

### Libros
- SANTOS-SILVA, Edinaldo N.; SCUDELLER, V. V.; CAVALCANTI, M. J. (orgs.) 2011. Biotupé: meio físico, diversidade biológica e sociocultural do baixo Rio Negro, Amazônia Central, v. 3, 490 pp.

- SANTOS-SILVA, Edinaldo N.; SCUDELLER, V. V. (orgs.) 2009. Biotupé - Meio físico, diversidade biológica e sociocultural do Bairo Rio Negro, Amazônia Central, v. 2. Manaus. AM: Editora UEA, 200 pp.

- SANTOS-SILVA, Edinaldo N.; APRILE, Fábio M.; SCUDELLER, V. V..; MELO, Sérgio (orgs.) 2005. BioTupé: meio físico, diversidade biológica e sociocultural do baixo rio Negro, Amazônia Central. Manaus: INPA, v. 1. 246 pp.

### Capítulos de libros publicados
En Santos-Silva, E.N.; Scudeller, V.V.; Cavalcanti, M. (orgs.) BioTupé: Meio Físico, Diversidade Biológica e Sociocultural do Baixo Rio Negro, Amazônia Central, v. 3. , 2011
- HAMAGUCHI, J. O.; SCUDELLER, V. V. Estrutura arbórea de uma Floresta de Igapó no Lago Tupé, Manaus, AM.
- BRITO, W. R.; OLIVEIRA, D. N.; SCUDELLER, V. V. Potencial de Uso dos Recursos Florestais não Madeireiros no Baixo Rio Negro
- CARVALHO, C. O.; SCUDELLER, V. V.; SARGENTINI Jr., E.; FERNANDES, O. C. C.; BOLSON, M.A. Avaliação do Rendimento e Características Físico-Químicas do Óleo de Buriti (Mauritia flexuosa L.F. - Arecaceae) Usando Três Métodos de extração
- MATTA, L. B. V.; SCUDELLER, V. V. Chave Analítica de Lecythidaceae Poit. na Reserva de Desenvolvimento Sustentável do Tupé, Baixo Rio Negro, Amazonas
- FERNANDEZ, Mário H.; SCUDELLER, V. V. Identificação Morfológica dos Breus (Protium Burm.f. e Tetragastris Gaertn., Burseraceae) da Reserva de Desenvolvimento Sustentável do Tupé, Manaus AM.
- NORONHA, N. M.; SCUDELLER, V. V. Morfo-Anatomia Foliar de Handroanthus barbatus (E.Mey.) Mattos (Bignoniaceae).
- BEZERRA, M. M.; SCUDELLER, V. V. O Lúdico e as Crianças no Processo de Resgate, Valorização e Propagação do Saber Local Sobre Plantas Medicinais em Uma Comunidade Ribeirinha do Baixo Rio Negro, Manaus-AM.
- CAMARGO, Nilce; SCUDELLER, V. V. Acesso ao Serviço de Saúde em um Distrito Rural: Comunidade Julião, Manaus, Amazonas.
- CAMARGO, Nilce; SCUDELLER, V. V. Território Rural, Relações de Poder, Conflito e Afetividade, Comunidade Julião, Manaus, Amazonas.
- DONATTES, R. N.; SCUDELLER, V. V.; SANTOS-SILVA, Edinaldo N. Aspectos Socioeconômicos da Produção de Farinha na Comunidade do Julião, Zona Rural de Manaus, Amazonas.
- SOUZA, C. C. V.; SCUDELLER, V. V. Os Quintais nas Comunidades Julião e Agrovila Amazonino Mendes, Baixo Rio Negro, Manaus, Amazonas.
- VEIGA, J. B.; SCUDELLER, V. V. Quintais Agroflorestais da Comunidade Ribeirinha São João do Tupé no Baixo Rio Negro, Manaus, Amazonas.

## Honores

### Premios y títulos
- 2007: premio Profesor Samuel Benchimol 2007 - categoría social - segundo lugar, Ministério do Desenvolvimento, Indústria e Comércio Exterior.
- 2004: premio Martinho Lutero - categoría producción científica, Centro Universitário Luterano de Manaus.

### Membresías
- Sociedad Botánica de Brasil[8]

### Revisora de periódicos
- 2006 - actual: Revista Árvore
- 2006 - actual: Revista Brasileira de Botânica
- 2007 - actual: Hoehnea (São Paulo)
- 2007 - actual: Revista Brasileira de Biociências
- 2010 - actual: Revista Brasileira de Plantas Medicinais (impreso)
- 2012 - actual: Acta Amazónica (impreso)

### Revisora de proyectos de fomento
- 2013 - actual: Fundação de Apoio e Desenvolvimento do Ensino, Ciência e Tecnologia do MS
- 2013 - actual: Coordenação de Aperfeiçoamento de Pessoal de Nível Superior

- Portal:Biografías. Contenido relacionado con Botánica.
- Portal:Biología. Contenido relacionado con Taxonomía.